# Čierna Lehota (district de Bánovce nad Bebravou)
Pour les articles homonymes, voir Čierna Lehota.
Čierna Lehota (hongrois : Csernó Lehota, Csernolehota) est un village de Slovaquie situé dans la région de Trenčín.

## Histoire
Première mention écrite du village en 1484.

## Démographie

### Évolution de la population
| Année:               | 1994. | 2004.    | 2014.    | 2024.   |
| -------------------- | ----- | -------- | -------- | ------- |
| Nombre de personnes: | 192   | 151      | 110      | 110     |
| Différence:          |       | -21,35 % | -27,15 % | -1,42 % |

| Année:               | 2023. | 2024.   |
| -------------------- | ----- | ------- |
| Nombre de personnes: | 112   | 110     |
| Différence:          |       | -1,78 % |